# Escut d'Austràlia
L'escut d'Austràlia fou atorgat inicialment pel rei Eduard VII del Regne Unit el 7 de maig de 1908 i l'actual data del 19 de setembre del 1912, sota la concessió de Jordi V, si bé la versió antiga va continuar apareixent en determinats contexts, com ara a la moneda de sis penics, fins al 1966.

## Blasonament
Es tracta d'un escut quarterejat de sis quarters (partit de dos i truncat), que conté les armories dels sis estats integrants de la federació australiana: 
- Al primer quarter, d'argent, una creu de gules carregada amb un lleopard d'or enmig d'una estrella de vuit puntes també d'or a cada extrem de la creu (per Nova Gal·les del Sud).
- Al segon quarter, d'atzur, cinc estrelles d'argent, una de vuit puntes, dues de set, una de sis i una de cinc, que representen la constel·lació de la Creu del Sud, sobremuntades d'una corona imperial (per Victòria).
- Al tercer quarter, d'argent, una creu de Malta d'atzur carregada d'una corona imperial (per Queensland).
- Al quart quarter, d'or, una garsa australiana al natural, d'ales desplegades, perxada sobre un borlet de sinople i gules (per Austràlia Meridional).
- Al cinquè quarter, d'or, un cigne nadant contornat de sable (per Austràlia Occidental).
- Al sisè quarter, d'argent, un lleó passant de gules (per Tasmània).

Tot plegat, envoltat per una bordura d'ermini.
Com a cimera, un borlet d'or i atzur somat d'una estrella de set puntes d'or, coneguda com la Commonwealth Star o estrella de la Federació, amb sis de les puntes en al·lusió als estats constituents i la restant com a representació dels territoris.
Com a suports, un cangur a la destra i un emú a la sinistra, representatius de la fauna australiana. Aquests animals, endèmics del continent, tenen la característica que només es desplacen cap endavant, per tant són símbol de progrés.
L'escut ressalta damunt dues branques d'Acacia pycnantha, un tipus d'acàcia declarada emblema nacional l'agost del 1988. A la part de sota del conjunt, una cinta amb la llegenda AUSTRALIA en lletres majúscules. Ni l'acàcia ni la cinta formen part tècnicament del blasonament oficial.

## Escut anterior

Escut de 1908

El primer escut oficial australià, de 1908, ja tenia com a elements representatius l'estrella de la Federació, el cangur i l'emú, els quals descansaven en una terrassa de sinople amb una cinta amb la llegenda en anglès ADVANCE AUSTRALIA ('Endavant Austràlia').
L'escut d'armes era d'argent, amb una creu de gules (la creu de Sant Jordi) carregada de cinc estrelles de sis puntes d'argent i perfilada per fora amb un filet d'atzur. Tenia una bordura d'atzur carregada de sis escudets d'argent amb un xebró de gules, representatius dels sis estats australians.
Se'n va fer un nou disseny el 1912, amb la representació heràldica individual de cadascun dels estats i conservant els suports animals i l'estrella de la Federació, que és l'utilitzat fins ara.